# Tờ giấy trắng

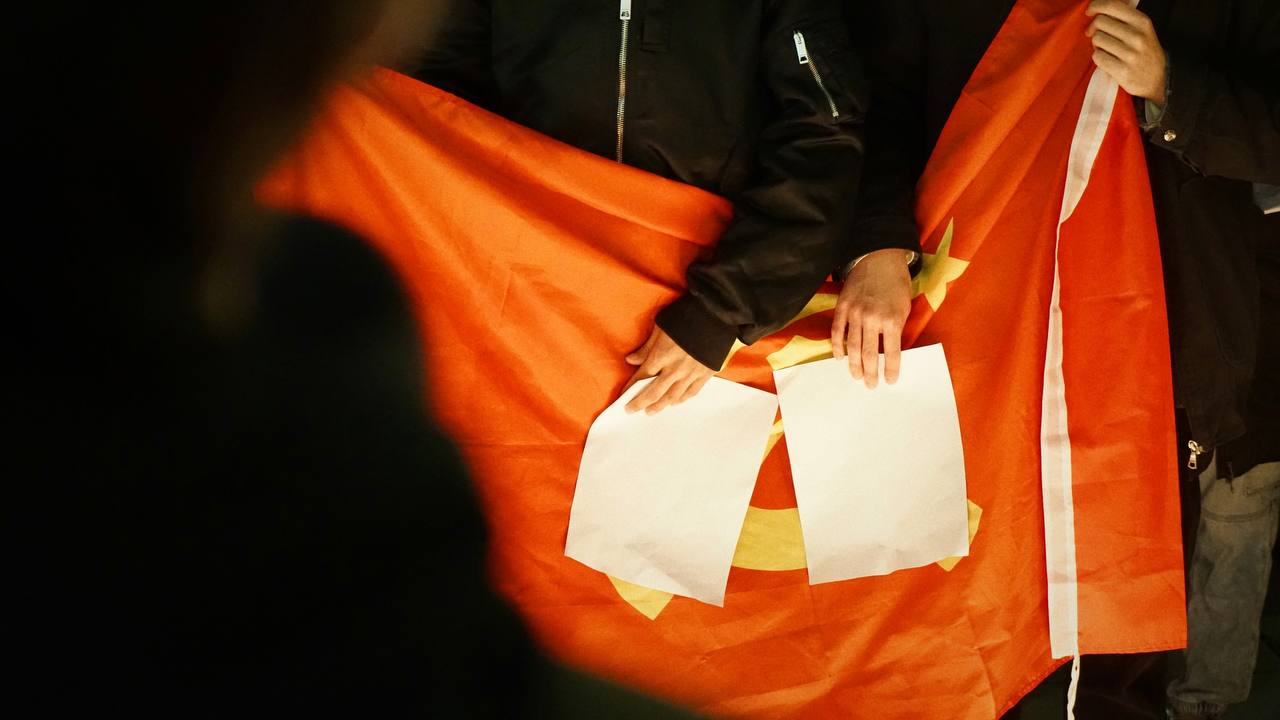
Những tờ giấy trắng được sử dụng để che đi một phần lá cờ Liên Xô trong cuộc biểu tình chống phong tỏa COVID-19 tại Trung Quốc.

Tờ giấy trắng bắt đầu được sử dụng để phản kháng, phản đối đã trở nên phổ biến vào những năm 2020. Một tờ giấy trắng thể hiện những gì người biểu tình muốn nói nhưng không thể nói và được coi là một thách thức đối với chính quyền bị phản kháng, chống đối. Tờ giấy để trắng với mục đích khiến chính quyền thiếu bằng chứng phạm pháp để khởi tố các người biểu tình.

## Canada
Một cuộc "biểu tình vì không có gì" được tổ chức tại Đại học Toronto (UTS) vào năm 1969. Những tấm biểu ngữ của những người biểu tình để trống và danh sách các yêu cầu của họ là một tờ giấy trắng.

## Vương quốc Anh
Chiến thuật biểu tình này đã được sử dụng trong các cuộc biểu tình sau cái chết của Elizabeth II vào tháng 9 năm 2022. Tại Nhà thờ St Giles ở Edinburgh, những người biểu tình giơ những tờ giấy trắng để phản đối việc bắt giữ những người biểu tình chống chế độ quân chủ. Tại Luân Đôn, một luật sư đã giơ một tờ giấy trắng ở Quảng trường Quốc hội đã bị các sĩ quan Cảnh sát Metropolitan yêu cầu cung cấp thông tin chi tiết về anh ta.

## Hoa Kỳ
Năm 1965, Candid Camera đã tổ chức "Picketing Against Everything With Nothing" ở Bronx. Bối cảnh là một bãi đất trống, phủ đầy tuyết và những người biểu tình có những tấm biển trống và phân phát những tờ giấy trắng.
Năm 1970, Anna Halprin tổ chức "Vũ điệu trên áp phích trắng" cho các thành viên trong Xưởng vũ công San Francisco. Họ diễu hành, mặc đồ trắng, tay cầm những biểu ngữ trống.  Cô giải thích, "...có rất nhiều cuộc biểu tình đang diễn ra và theo cách này, mỗi người theo dõi chúng tôi có thể tưởng tượng ra bất kỳ khẩu hiệu phản kháng nào mà họ muốn trên các biểu ngữ".

## Trung Quốc

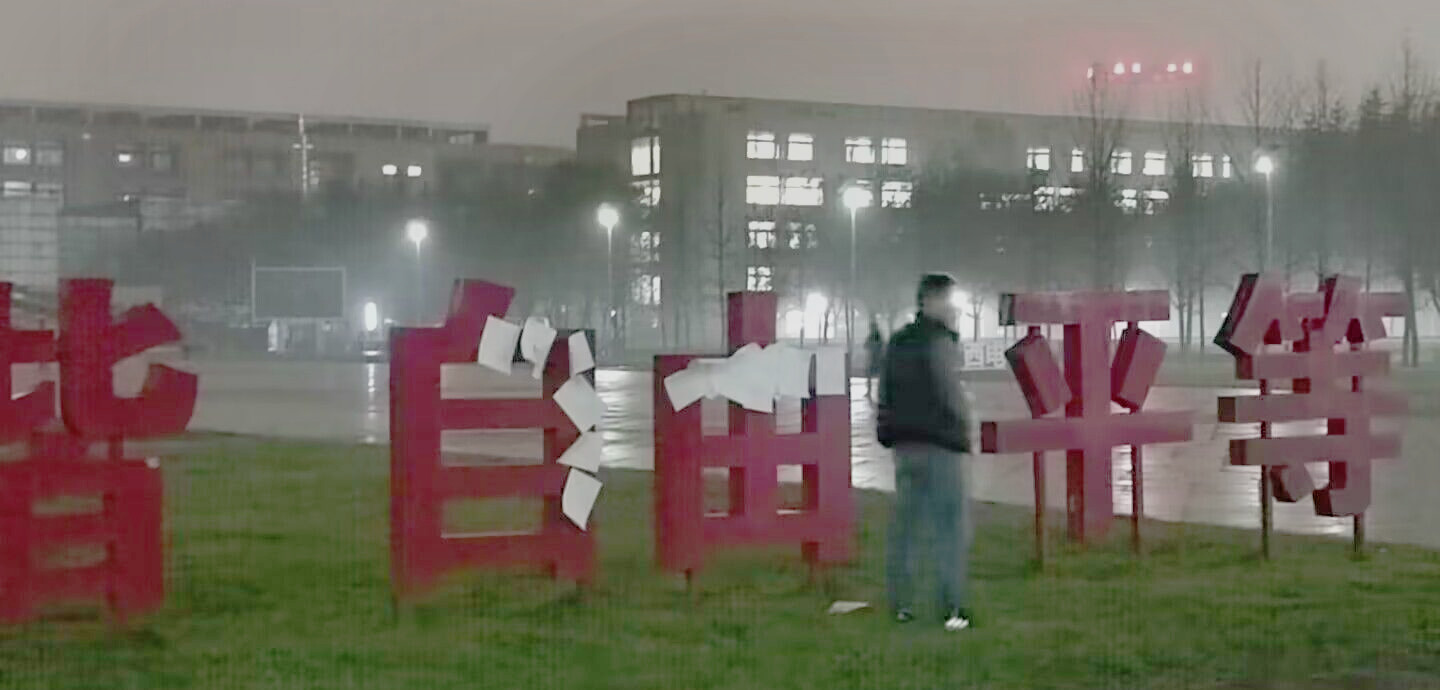
Những tờ giấy trắng được dán vào các ký tự "自由" ("Tự do") ở Đại học Khoa học Công nghệ Điện tử Tây An.

Việc sử dụng một tờ giấy trắng phổ biến trong các cuộc biểu tình chống phong tỏa COVID-19 tại Trung Quốc năm 2022. Nó lần đầu tiên được sử dụng trong các cuộc biểu tình ở Hồng Kông năm 2019–2020 để phản đối việc thông qua luật dẫn độ tại Hồng Kông sau khi các khẩu hiệu và cụm từ liên quan đến các cuộc biểu tình bị cấm. Các thuật ngữ liên quan "tờ giấy trắng" và "sách trắng" cũng đã bị kiểm duyệt ở Trung Quốc khi bị xóa khỏi kết quả tìm kiếm trực tuyến. Màu của tờ giấy trắng, trong văn hóa Đông Á còn mang nghĩa là màu sắc của tang lễ và cái chết.
Nhiều phương tiện truyền thông cũng đã gọi Biểu tình chống phong tỏa COVID-19 tại Trung Quốc năm 2022 là Cách mạng giấy trắng.

## Nga
Một chuyện cười chính trị của Liên Xô mô tả một người đàn ông bất mãn giơ một tờ giấy trắng trên đường phố để phản đối chính quyền và khi được hỏi tại sao, người biểu tình trả lời rằng mọi người đều biết tờ giấy đó nói gì.
Những người biểu tình trong các cuộc biểu tình phản chiến ở Nga sau cuộc xâm lược Ukraine năm 2022 đã bị bắt vì giơ giấy trắng.